# Loke (1869)
Loke, officiellt HM Pansarbåt Loke, var en monitor / 2:klass pansarbåt i den svenska flottan. Hon hamnade i malpåse redan 1880 och planer på att modernisera henne i början av 1900-talet genomfördes aldrig utan hon utrangerades 1908.

## Historia
Loke var i stort lik sina tre systerfartyg, så när som på att hon var nästan två meter längre i vattenlinjen. Fartyget gjorde under provtur hela 8,5 knop. Hon hade ett större deplacement, vilket inte minst berodde på ett kraftigare pansar. Hennes kanoner var flottans första svåra räfflade bakladdningskanoner. De var tillverkade av tackjärn vid Finspångs bruk. Kanontornets främre pansar var 447 mm tjockt, vilket var det dittills kraftigaste i den svenska flottan. År 1877 tillkom en fyrpipig 25,4 mm kulspruta m/77 och en tiopipig 12 mm kulspruta m/75. Den senare ersattes 1887 av ytterligare en 24,5 mm kulspruta m/77. Huvudbestyckningen utbyttes 1882 mot två 24 cm kanoner m/76.
Loke var sällan rustad och var endast ute på sju expeditioner. Trots marinförvaltningens försök både 1903 och 1908 att få medel för att bygga om och modernisera henne, blev detta aldrig av. Sedan hon legat upplagd i närmare 28 år, fattades beslut om hennes utrangering 1908. 